# L'Isola del Corallo
L'Isola del Corallo (たんけんゴブリン島?, Tanken goburin tō) è un anime franco-giapponese prodotto nel 1990 in 100 puntate dallo studio Gallop. La serie è stata trasmessa per la prima volta dal network giapponese NHK a partire dal febbraio del 1990 e in Italia da Italia 1 nel 1993. A causa del basso indice di ascolto, la trasmissione della serie è stata interrotta dopo il 15º episodio e non è più ripresa.

## Trama
Serie a sfondo ecologico, narra delle avventure di piccoli esseri immaginari dalle variopinte chiome, che come i più famosi Puffi di Pierre Culliford vivono le loro avventure in una terra piena di magia.

## Sigla
La sigla iniziale e finale italiana, dal titolo L'Isola del Corallo, musica di Carmelo Carucci e testo di Alessandra Valeri Manera, è cantata da Cristina D'Avena con la partecipazione del Coro dei Piccoli Cantori di Milano.